# Софадес (дим)
Софа́дес (греч. Δήμος Σοφάδων) — община (дим) в Греции. Входит в периферийную единицу Кардица в периферии Фессалия. Население 18 864 человек по переписи 2011 года. Площадь общины — 720,752 квадратного километра. Плотность — 26,17 человека на квадратный километр. Административный центр — Софадес. Димархом на местных выборах в 2014 году избран и в 2019 году переизбран Атанасиос Скарлос (Αθανάσιος Σκάρλος).
Сообщество Софадес (Κοινότητα Σοφάδων) создано в 1912 году (ΦΕΚ 261Α). Община Софадес создана в 1946 году (ΦΕΚ 290Α), в 1997 году (ΦΕΚ 244Α) к общине добавлен ряд населённых пунктов, в 2010 году (ΦΕΚ 87Α) по программе «Калликратис» к общине присоединены населённые пункты упразднённых общин Арна, Менелаида, Рендина и Тамаси. Община (дим) Софадес делится на пять общинных единиц.